# Джарвис, Эрик
Эрик Джарвис (англ. Erich Jarvis, род. 6 мая 1965 года) — американский нейробиолог, специализирующийся на развитии мозговых цепей для способности изменения звуков. Профессор Рокфеллеровского университета.
В 2002 году Национальный научный фонд присудил Джарвису высшую награду для молодого исследователя - Премию Алана Т. Уотермана.  В 2005 году он был удостоен награды Pioneer Award от директора Национального института здравоохранения, предусматривающей финансирование в течение пяти лет исследователям, применяющим инновационные подходы к биомедицинским исследованиям. В 2008 году доктор Джарвис был выбран на престижную должность исследователя в Медицинском институте Говарда Хьюза

## Награды
- 1986	First Place Award for Excellence in Biomedical Research, NIH-MBRS Annual Symposium
- 1988	MARC-NIGMS Pre-doctoral National Research Service Award
- 1988	FORD Foundation Pre-Doctoral Fellowship
- 2000	Esther & Joseph Klingenstein Award in Neuroscience
- 2000	Whitehall Foundation Award in Neuroscience
- 2000	David and Lucille Packard Foundation Award
- 2001	Duke University Provost Bioinformatic Award
- 2002	Duke University Provost Computational Biology Award
- 2002	Hall of Fame: Alumni Association of Hunter College
- 2002	Human Frontiers in Science Program Young Investigators Award
- 2002	NSF Alan T. Waterman Award.[1] NSF's highest award for young investigators given annually to one scientist or engineer who under the age of 35 made a significant discovery/impact in science. Awarded for molecular approach and findings to map brain areas involved in behavior.
- 2003	The 2003 Distinguished Alumni Award of the City University of New York
- 2005	Dominion Award: Strong Men and Women of Excellence: African American Leaders.[2] Prior awardees include Arthur Ashe, Maya Angelou, Oprah Winfrey, and Michael Jordan.
- 2005	NIH Director's Pioneer Award[3]
- 2006	Discover magazine top 100 science discoveries of 2005; avian brain nomenclature listed at #51
- 2006	Diverse magazine's top 10 emerging scholars of 2006
- 2006 Popular Science Magazine: Named in Fifth Annual Brilliant Ten[4]
- 2008	HHM Investigator Award
- 2014	Summit Award with NSF and NINDS from the American Society for Association Executives for successes of the Society for Neuroscience’s Scholars Program
- 2015	Ernest Everett Just Award, American Society for Cell Biology